# 刺青 (電影)
《刺青》是周美玲導演的一部台灣電影，三映電影製作，由楊丞琳、梁洛施領銜主演，是一部以刺青為象徵，探討愛情、親情、友情的女同性戀電影。其獲得2005年中華民國行政院新聞局輔導金補助。

## 角色
| 演員   | 角色       | 背景                                                             |
| ------ | ---------- | ---------------------------------------------------------------- |
| 楊丞琳 | 小綠       | 白天是學生，晚上是視訊情人。表面看來膚淺的女孩實則內心複雜。     |
| 梁洛施 | 竹子       | 刺青師傅。因為地震的意外而將自己的內心封閉起來。                 |
| 陳意涵 | 真真       | 竹子的初戀情人，竹子傷痛的一段過往。                             |
| 是元介 | 阿東       | 小混混，常找竹子刺青，希望藉由刺青而獲得力量。                   |
| 沈建宏 | 阿青       | 竹子的弟弟，因為地震而失去了有關家的記憶，患得解離症。           |
| 謝曜仲 | 大宇       | 網路警察，喜歡上當視訊情人的小綠。                               |
| 米七偶 | 竹子的師父 | 應竹子要求在她的手臂上刺下彼岸花刺青，並傳授竹子刺青技術及真義。 |
| 黃健瑋 | 警察       |                                                                  |
| 鄭有傑 | 警察       |                                                                  |

## 宣傳與票房
票房表現部分，在電影上映前，導演及演員即到各地進行密集宣傳，加上電影主題與演員陣容搭配，吸引不少注意。台灣在2007年3月30日上映後，第一個星期即開出440萬新台幣的票房佳績，隨後在口碑及媒體持續宣傳下，台灣票房不久超過1000萬。到一線電影院全部下片為止，大約有1380萬的票房成績。
香港在4月12日上映後，也開出不錯的成績，至一線電影院下片為止，共累積超過315萬港幣，以匯率1:4.26換算後，香港票房也超過1300萬新台幣。
刺青成為少數能在台灣和香港票房都超過1300萬的台灣電影。

## 得獎
1. 獲2007年柏林影展「泰迪熊獎」最佳影片
2. 香港電影節
3. 都靈同志國際影展
4. 米蘭同志國際影展

## 電影配樂
由台灣後搖滾樂團甜梅號（Sugar Plum Ferry）吉他手昆蟲白（insecteens）擔綱製作，收錄昆蟲白、陳建騏、張見宇為《刺青》所創作的十六首配樂作品。主題曲「小茉莉」（作詞：林書宇 / 周美玲，作曲：昆蟲白）於2007年入圍第44屆金馬獎「最佳原創電影歌曲」。
| 專輯封面 | 專輯資訊 |
| -------- | --- |
|          | 《刺青 / 電影音樂概念專輯》 - 創作人：昆蟲白 / 陳建騏 / 張見宇 - 發行日期：2007年4月27日(臺灣) - 發行公司：喜瑪拉雅唱片 |

## 周邊商品
- 電影書
- 電影小說
- 電影劇本書
- 海報
- 原聲CD
- 珍藏版DVD

## 得獎紀錄
- 2007年柏林影展 入圍電影大觀(Panorama)單元、獲同志電影「泰迪熊獎」

## 外部連結
- 刺青官方部落格 （页面存档备份，存于）
- Yahoo奇摩電影上《刺青》的資料（繁體中文）
- 開眼電影網上《刺青》的資料（繁體中文）
- 豆瓣电影上《刺青》的資料 （简体中文）
- 时光网上《刺青》的資料（简体中文）
- AllMovie上《刺青》的资料（英文）
- 爛番茄上《刺青》的資料（英文）
- 香港影庫上《刺青》的資料（繁體中文）
- 互联网电影数据库（IMDb）上《刺青》的资料（英文）

1. ↑  鄭立明主編.  (PDF). 新聞局. 2008年12月: 第45頁  [2023-02-16]. ISBN 9789860169744. （原始内容存档 (PDF)于2023-01-14）.